# 43597 Changshaopo
43597 Changshaopo este o planetă minoră (asteroid) din centura de asteroizi. A fost descoperită pe 31 august 2001 la Observatorul Desert Eagle de William Kwong Yu Yeung. 
Obiectul prezintă o orbită caracterizată de o semiaxă mare de 2,2415293499488 UAi, o excentricitate de 0,1, o înclinație de 7,2 ° în raport cu ecliptica.